# بردنهام، باکینگهام‌شر
بردنهام، باکینگهام‌شر (به انگلیسی: Bradenham, باکینگهامshire) یک روستا و محله مدنی در بریتانیا است که در باکینگهام‌شر واقع شده‌است. بردنهام ۷۲۲ نفر جمعیت دارد.